# Pleuraspidotheriidae
Pleuraspidotheriidae es un familia extinta de condilartros que vivieron en el Paleoceno inferior de lo que ahora es Europa y el principio del Eoceno medio de Anatolia.

## Taxonomía
- †Hilalia Maas, Thewissen, Sen, Kazanci & Kappelman, 2001
- †Orthaspidotherium Lemoine, 1885
- †Pleuraspidotherium Lemoine, 1878